# Cultura di Vinča

Areale della cultura di Vinča

La cultura di Vinča fu una cultura preistorica che si sviluppò nella penisola Balcanica tra il VI e il III millennio a.C.
Nel VI millennio a.C. questa cultura occupava una zona delimitata dai Carpazi a nord, dalla Bosnia a ovest, dalla pianura di Sofia a est e dalla valle di Skopje a sud. Occupando così, l'attuale Serbia d'oggi. La cultura toccò il corso del Danubio, nelle attuali Serbia, Croazia, Romania, Bulgaria, Macedonia e Kosovo.

## Scoperta
La cultura di Vinča deriva il suo nome dal villaggio di Vinča, situato sulle rive del Danubio, 14 chilometri più a valle di Belgrado, ove venne rinvenuto il più grande insediamento neolitico in Europa. La scoperta avvenne nel 1908, ad opera di un gruppo di archeologi guidato da Miloje M. Vasić, il primo archeologo professionista della Serbia.
Grazie all'impegno di Vasić, il sito preistorico di Vinča fu esplorato nelle sue parti più importanti tra il 1918 e 1934. Gli scavi vennero interrotti dalla guerra e da problemi finanziari, ma, con l'aiuto dell'"Istituto archeologico della Russia imperiale" e di sir Charles Hyde, Vasić riuscì a rinvenire una grande quantità di manufatti ora sparsi nei musei di tutto il mondo. Lo scavo fu visitato da numerosi eminenti studiosi del tempo: Veselin Čajkanović, Charles Hyde, John Linton Myres, W.A. Hurtley, Bogdan Popović e Gordon Childe.
Nuove campagne di scavo, sotto gli auspici dell'Accademia delle scienze serba, hanno avuto inizio nel 1978, dirette da Nikola Tasic, Gordana Vujovic, Milutin Garasanin e Srejovic Dragoslav.

## Architettura

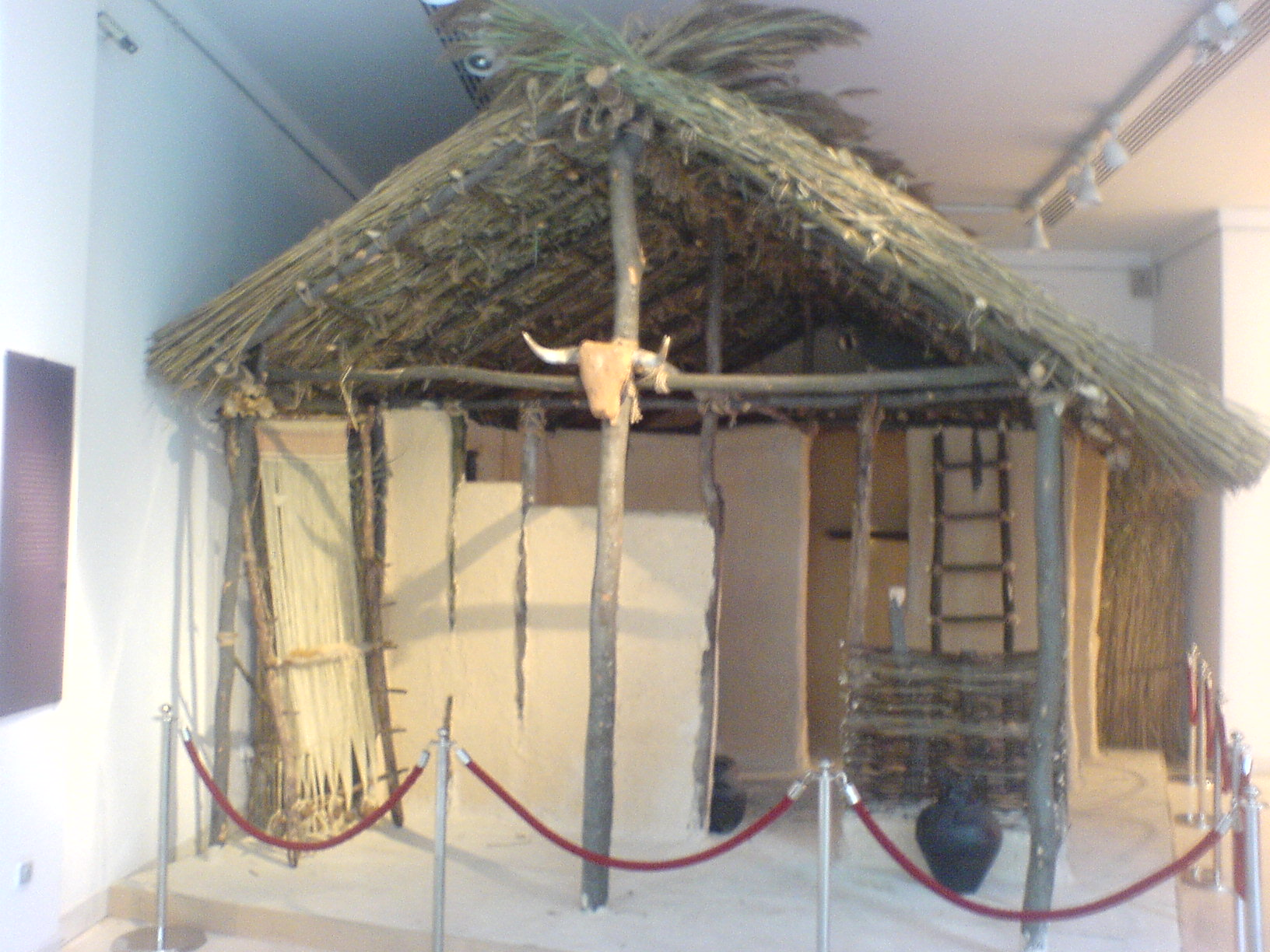
Ricostruzione di un'abitazione

Gli insediamenti appartenenti alla cultura di Starčevo, rinvenuti negli strati più profondi e antichi di Vinča, erano composti da capanne di fango in cui le persone vivevano e dove venivano sepolte dopo la loro morte. Durante il periodo Vinča, le case erano divenute più complesse, con diverse camere separate da divisori realizzati in legno rivestito di fango. Queste abitazioni erano rivolte verso nord-est e sud-ovest ed erano separate da strade.
Altri insediamenti degni di nota sono: Divostin, Potporanj, Selevac, Pločnik, Predionica Liobcova e Ujvar.

## Economia
Oltre all'agricoltura e all'allevamento di animali domestici, le genti neolitiche di Vinča praticarono anche la caccia e la pesca.
Gli animali domestici più frequenti furono i bovini, ma furono allevati anche i più piccoli caprini, ovini e suini. Venivano coltivati grano, farro e orzo.
Un surplus di prodotti permise lo sviluppo di scambi commerciali con regioni vicine, per l'approvvigionamento di sale, ossidiana e conchiglie ornamentali.
La produzione locale di ceramica raggiunse un elevato livello artistico e tecnologico. Sono presenti oggetti in osso, corno e pietra.
A Bele Vode e Rudna Glava in Serbia orientale estrassero il rame, che inizialmente utilizzarono solo per oggetti decorativi.

## Cultura

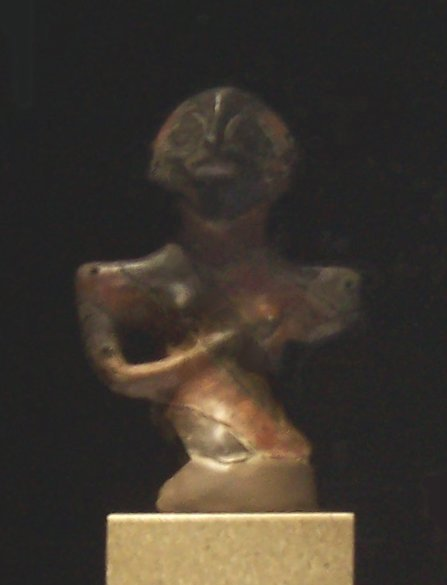
Signora di Vinča

I recenti scavi effettuati presso il sito di 120 ettari di Pločnik hanno gettato una notevole luce sulla cultura Vinča.
L'insediamento di Pločnik fiorì dal 5500 a.C. fino a quando non fu distrutto da un incendio nel 4700 a.C.
Gli studi suggeriscono un'avanzata organizzazione e divisione del lavoro. Le case avevano stufe e cavità appositamente scavate per i rifiuti e i morti venivano sepolti in apposite necropoli. Le persone dormivano su stuoie di lana e pellicce e utilizzavano abiti di lana, di lino e di pelle.
Sono state rinvenute statuette che raffigurano non solo divinità, ma anche la vita quotidiana degli abitanti. Alcune produzioni in ceramica più grezze sembrano essere state realizzate da bambini. Un pozzo di acqua calda rinvenuto vicino all'insediamento potrebbe rappresentare la prima stazione termale dell'Europa.
La datazione preliminare di un forno di fusione per il rame a Pločnik sembrerebbe risalire al 5500 a.C. e indicherebbe dunque un inizio in Europa dell'età del rame almeno 500 anni prima di quello che si riteneva. Il forno presenta inoltre una costruzione molto avanzata, con fori di ventilazione che permettevano di alimentare il fuoco e un camino per l'espulsione dei fumi lontano dai lavoratori. Questo tipo di struttura è un unicum, in quanto gli altri forni utilizzati per l'estrazione del rame in altri siti non appartenenti a questa cultura, erano generalmente più primitivi.

## Vita spirituale

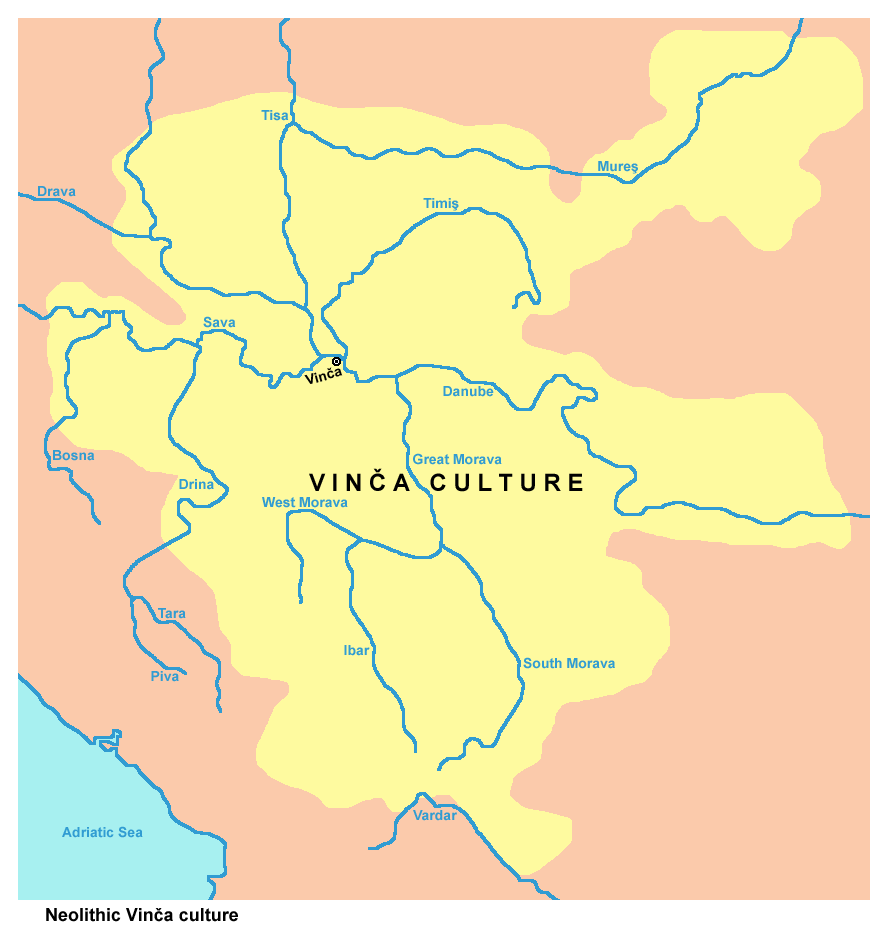

È stato rinvenuto un gran numero di oggetti di culto (statuette, piatti sacrificali, antropomorfi e zoomorfi), la cui forma venne influenzata dalle tradizioni precedenti, oltre che dai contatti con i vicini popoli e le loro credenze. Le statuette antropomorfe ebbero grande importanza nella spiritualità di queste genti, tanto che il loro numero (oltre 1000 esempi solo a Vinča) supera il quantitativo totale di figurine scoperte nel Mar Egeo greco.
Dei santuari sono stati scoperti in Parța (Transilvania), con una complessa articolazione architettonica.
Alcune statuette e piatti in ceramica scoperti in un'ampia regione che va da Tuzla a Gornja Tărtăria recano segni che alcuni studiosi suppongono essere una primitiva forma di scrittura: se le iscrizioni sulle tavolette di Tărtăria sono pittogrammi, come sostiene Vlassa, questi sarebbero l'iscrizione più antica del mondo. Questa ipotesi però rimane controversa: altri esperti considerano i reperti un esempio di proto scrittura, piuttosto che un intero sistema di scrittura.

## Declino
Durante la metà del IV millennio a.C., l'intera regione della cultura di Vinča subì una stagnazione, seguita da una profonda crisi e un declino culturale ed economico.